# Темелко Байрактаров
Темелко Байрактаров (на сръбски: Темељко Барјактаревић) е сърбомански революционер, участник в Сръбската пропаганда в Македония от началото на XX век. Ренегат от Вътрешната македоно-одринска революционна организация.

## Биография
Роден е през 1882 година във велешкото Башино село, тогава в Османската империя. Присъединява се към ВМОРО и участва в Илинденското въстание, след края на което се включва в сръбската пропаганда в Македония, като действа в околностите на Куманово. През 1907 година е изпратен да образува чета в Тавор и обикаля селата от левия бряг на Вардар Пашаджиково, Ново село, Ръжаничино и Кожле, както и Башино село и Рудник на десния бряг на реката. Води много сражения с чети на ВМОРО за проходите в Бабуна планина.
Байрактаров участва в Балканските войни и Първата световна война. Умира през 1918 година в битка на Солунския фронт.